# Tavai (Wallis und Futuna)
Tavai ist ein Dorf im Königreich Sigave, welches als Teil des französischen Überseegebiets Wallis und Futuna zu Frankreich gehört.

## Lage
Das Dorf liegt im äußersten Nordwesten der Insel Futuna, die zu den Horn-Inseln im Pazifischen Ozean gehört. Tavai ist nach Toloke das zweitnördlichste Dorf Futunas. Nordwestlich von Tavai befindet sich Toloke, etwas weiter östlich liegt Tuatafa, welches zum Königreich Alo gehört. Tavai liegt an nur einer Straße entlang der Küste der Insel, das Inselinnere ist nicht besiedelt. Östlich des Dorfes befindet sich mit der Chapelle de la Sainte Famille eine Kapelle, die unweit der Grenze zu Alo liegt.